# Evangelische Stadtkirche Lünen

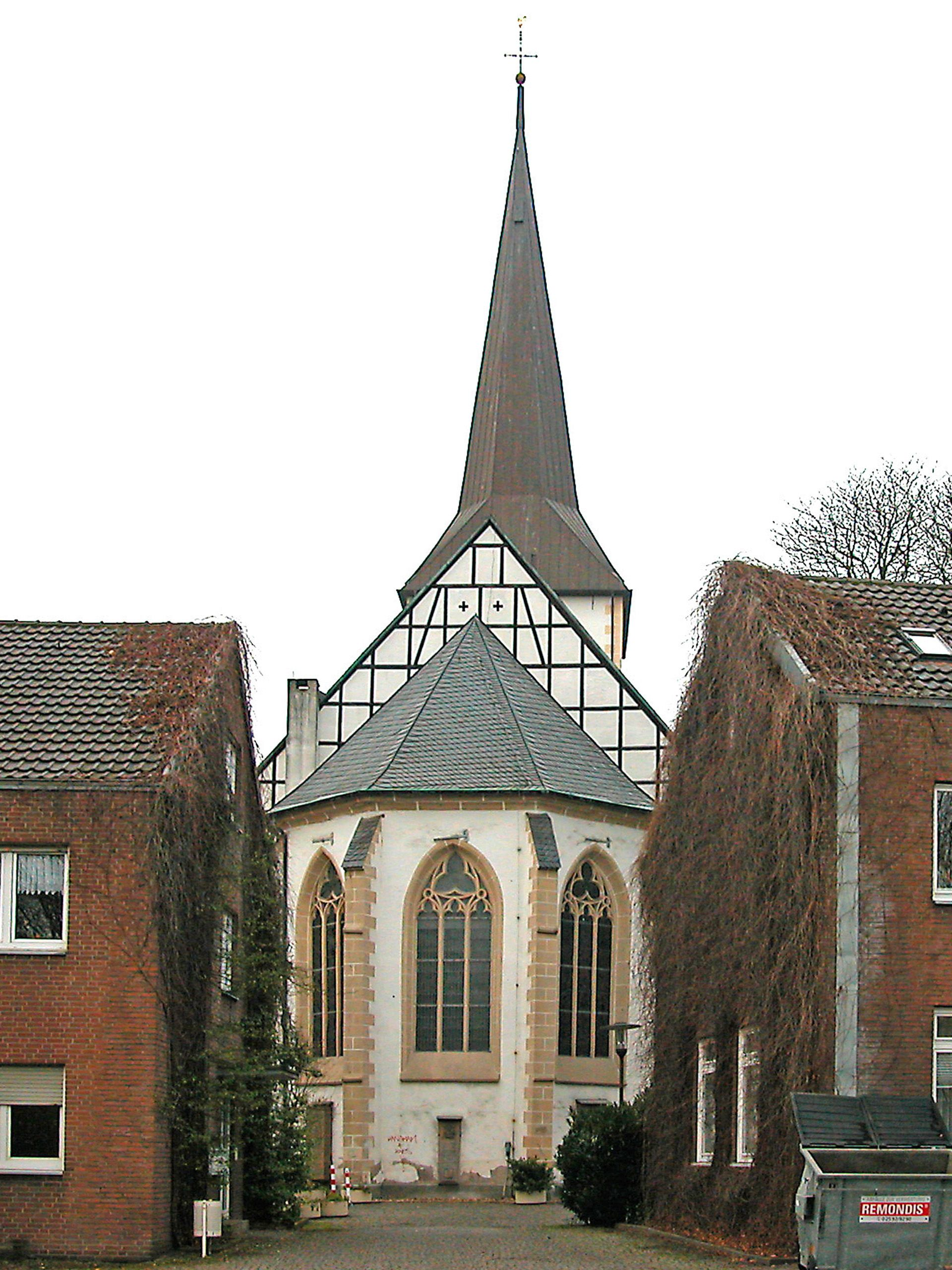
Evangelische Stadtkirche St. Georg (Chorseite)

Die evangelische Stadtkirche ist ein denkmalgeschütztes Kirchengebäude am St.-Georg-Kirchplatz 1 in Lünen, einer Stadt im Kreis Unna (Nordrhein-Westfalen).

## Geschichte und Architektur

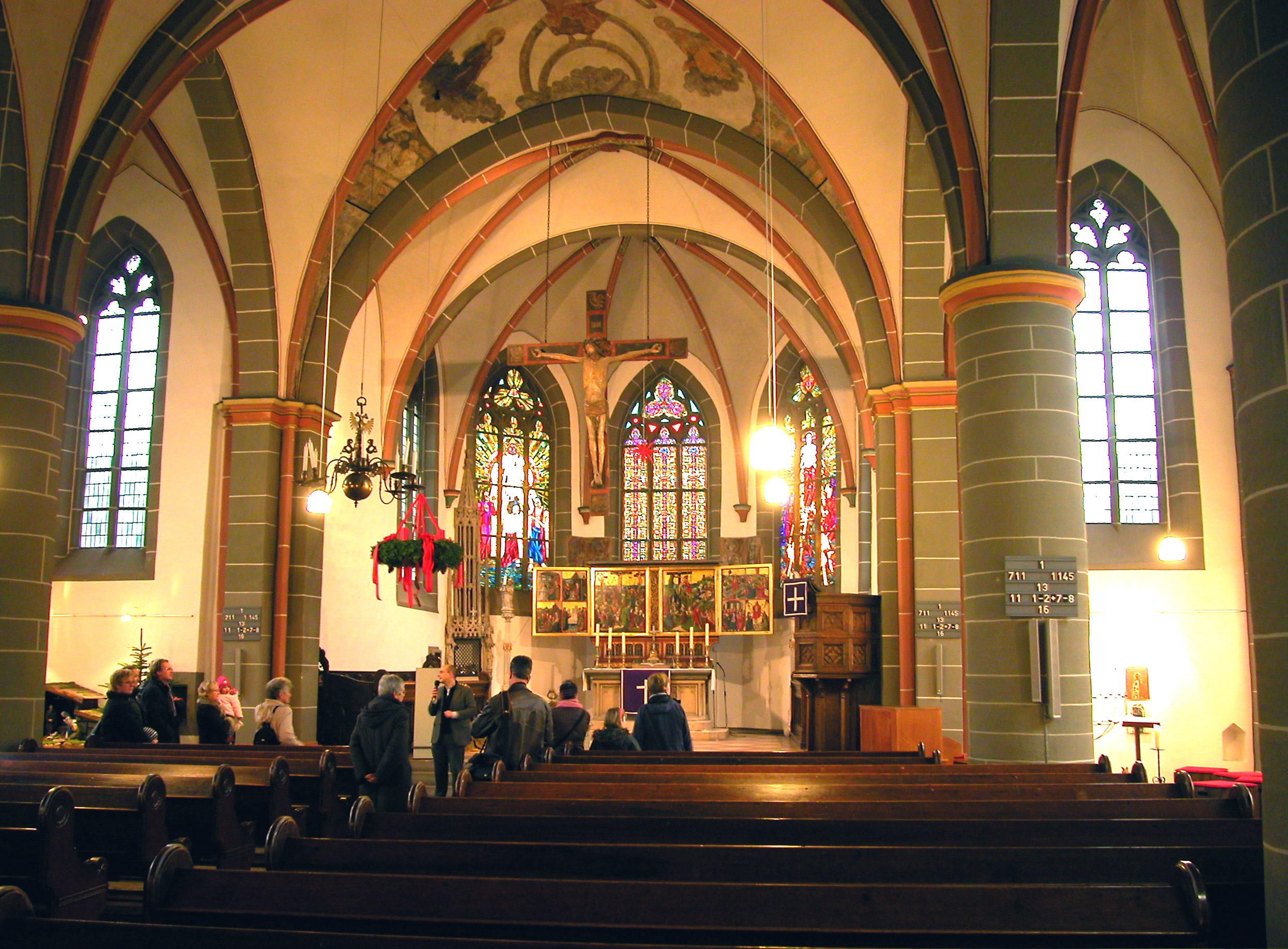
Blick auf den Altarraum

Die Kirche wurde den Heiligen Georg und Katharina geweiht. Die Halle von drei Jochen steht auf einem fast quadratischen Grundriss. Der Chor im 5/8-Schluss ist einjochig. Das Gebäude mit einem Westturm wurde von 1360 bis 1366 errichtet und von 1512 bis 1521 nach einem Brand wiederhergestellt. Der Außenbau ist verputzt und durch Eckquaderung und dreibahnige Fenster gegliedert. Der Ostgiebel ist aus Fachwerk gebaut. Das Langhaus wurde 1521 mit Fischblasenmaßwerk verziert. Der Chor mit dem bekrönenden Dreipass ist im Bogendreieck mit 1366 bezeichnet. Im gedrungenen Innenraum ruhen Rippengewölbe über Rundpfeilern und Wandkonsolen. Die Wandmalereien wurden von 1905 bis 1908 aufgedeckt und von 1957 bis 1958 restauriert. Im Mittelschiffgewölbe sind der Sündenfall und das Jüngste Gericht vom Anfang des 16. Jahrhunderts zu sehen. Der Engel mit den Leidenswerkzeugen wurde 1908 ergänzt. Der stehende Apostel vom 15. Jahrhundert, zwischen den beiden Chorfenstern, wurde stark erneuert. Der Heilige an der Langhausnordwand ist kaum noch erkennbar.

## Ausstattung

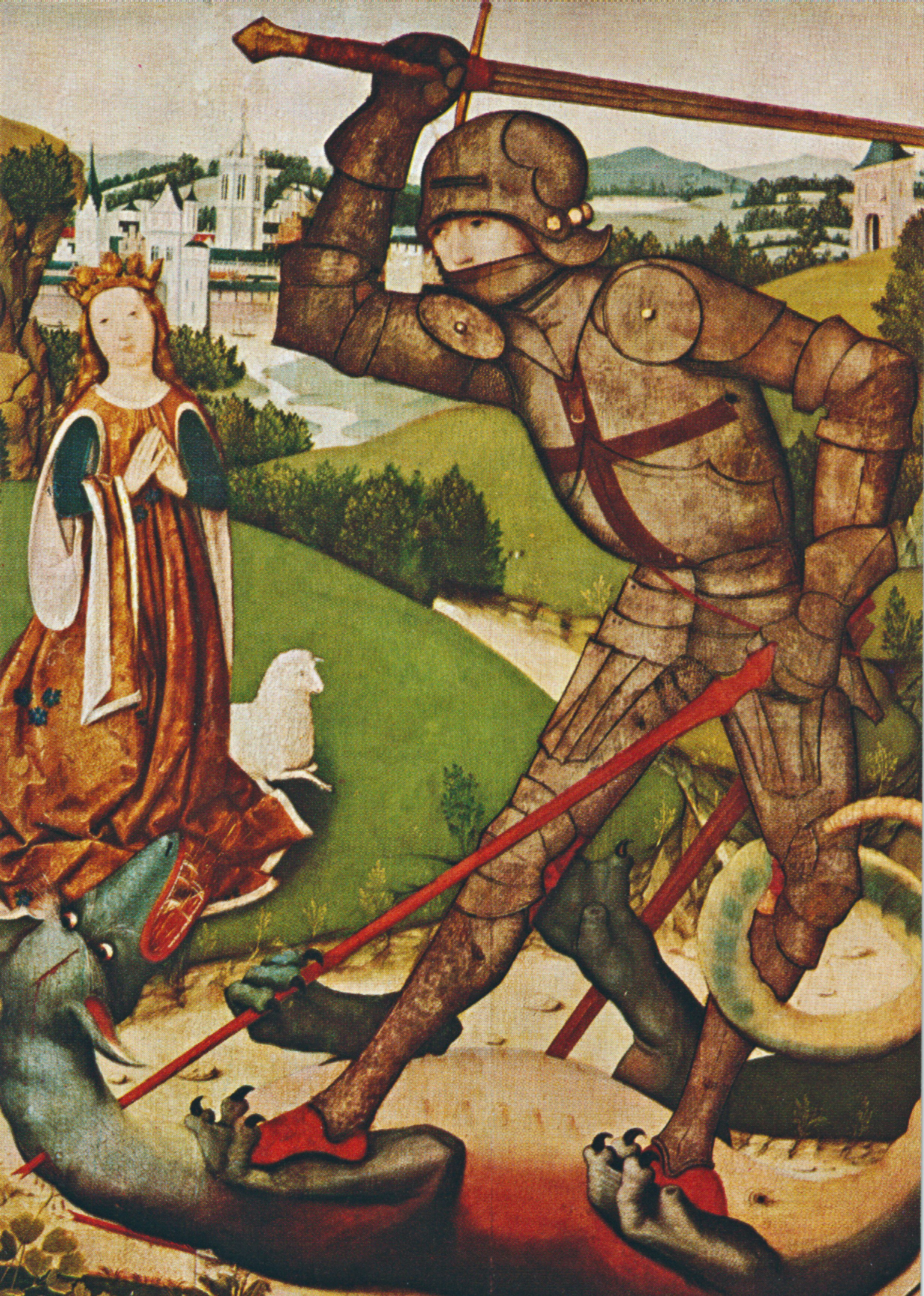
St.-Georg-Tafel

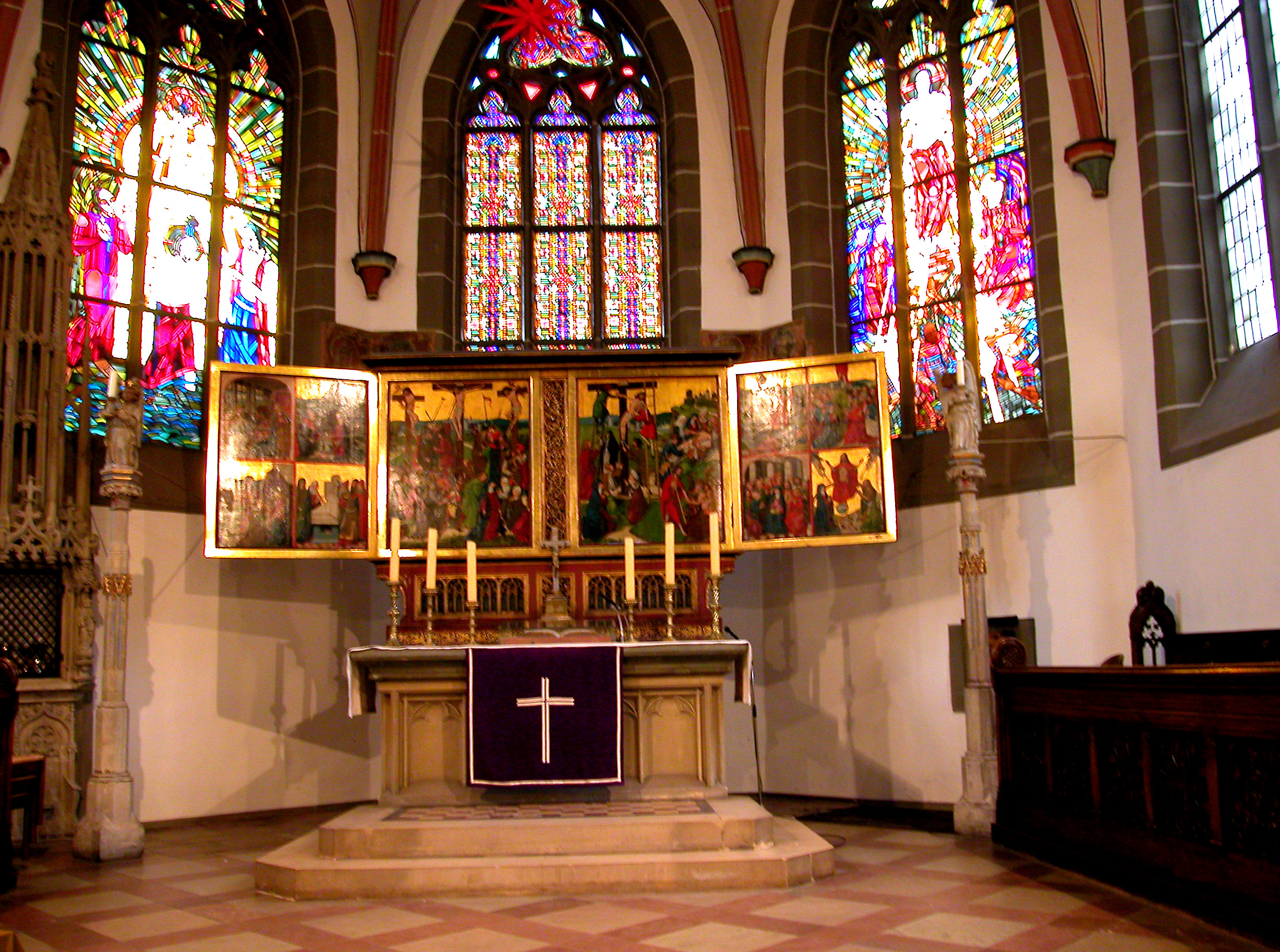
Altarraum mit Flügelaltar

### Flügelaltar
Der bedeutende Flügelaltar aus der Zeit um 1470 ist im Umkreis des Meisters von Liesborn entstanden. Auf den beiden Mitteltafeln sind die Kreuzigung mit Kreuztragung sowie die Kreuzabnahme mit Christus in der Vorhölle und die Grablegung dargestellt. Der linke Flügel zeigt die Verkündigung, die Geburt Jesu, den Besuch der Heiligen Drei Könige und die Darstellung Jesu im Tempel. Der rechte Flügel zeigt die Auferstehung, Christi Himmelfahrt, das Pfingstereignis und das Weltgericht. Auf den Außenseiten/Rückseiten werden die Heiligen Georg im Kampf mit dem Drachen und Johannes der Täufer mit der Madonna gezeigt.

### Orgel

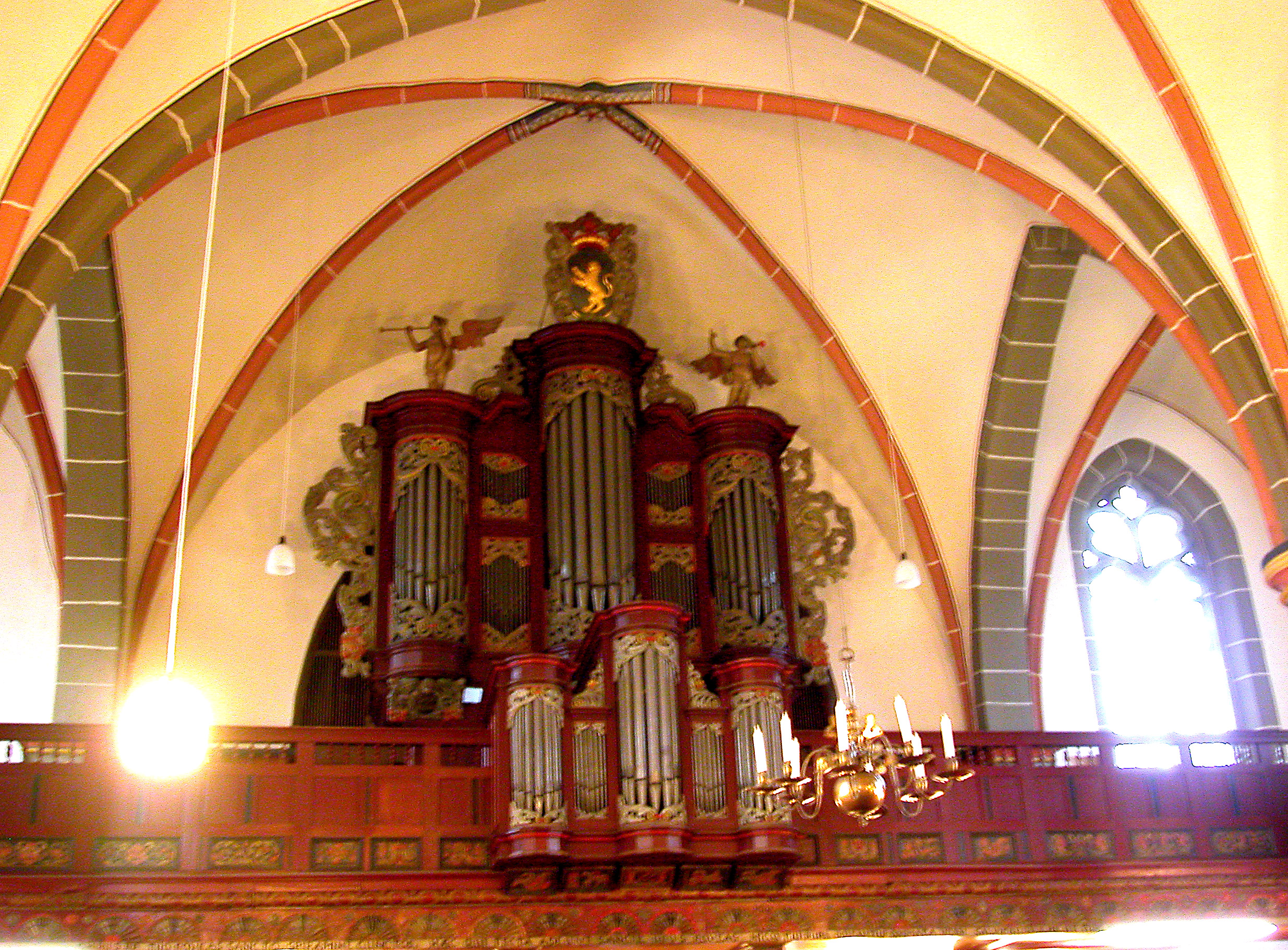
Blick auf die Orgel

Die Orgel wurde 1958/1960 von dem Orgelbauer Kemper (Lübeck) mit über 2250 Pfeifen erbaut. Die 32 Register sind verteilt auf drei Manual- und ein Pedalwerk mit rein mechanischen Trakturen. Der Prospekt mit Schnitzwangen, Wappen und Posaunenengeln stammt von einem Instrument des Orgelbauers Gerhard von Holy aus dem Jahr 1725; von dem damaligen Instrument ist bis auf das Gehäuse nichts erhalten geblieben.
| I Rückpositiv C–g3 |     |
| Metallgedackt 0    | 08′ |
| Quintade           | 08′ |
| Prinzipal          | 04′ |
| Blockflöte         | 04′ |
| Nachthorn          | 02′ |
| Sifflöte           | 01′ |
| Sesquialtera II 0  |     |
| Scharff IV         |     |
| Knopfregal         | 08′ |
| Rankett            | 16′ |
| Tremulant          |     |

| II Hauptwerk C–g3 |        |
| Pommer            | 16′    |
| Prinzipal         | 08′    |
| Rohrflöte         | 08′    |
| Oktave            | 04′    |
| Spitzflöte        | 04′    |
| Nasat             | 02 ⁄3′ |
| Flachflöte 0      | 02′    |
| Trompete          | 08′    |
| Mixtur V          |        |

| III Oberwerk C–g3 |     |
| Holzgedackt 0     | 08′ |
| Gamba             | 08′ |
| Salicet           | 04′ |
| Prinzipal         | 02′ |
| Zimbel III        |     |
| Krummhorn         | 08′ |
| Tremulant         |     |

| Pedalwerk C–f1   |     |
| Subbaß           | 16′ |
| Oktavbaß         | 08′ |
| Nachthorn        | 04′ |
| Bauernpfeife II  |     |
| Rauschpfeife IV0 |     |
| Posaune          | 16′ |
| Trompete         | 04′ |

- Koppeln: Rp/Hw, Ow/Hw, Rp/Pw, Hw/Pw als Tritt

Seit 1990 ist Jutta Timpe (* 1964, Kulturpreisträgerin der Stadt Lünen 2012) als Kantorin an der Stadtkirche tätig.

### Sonstige Ausstattung

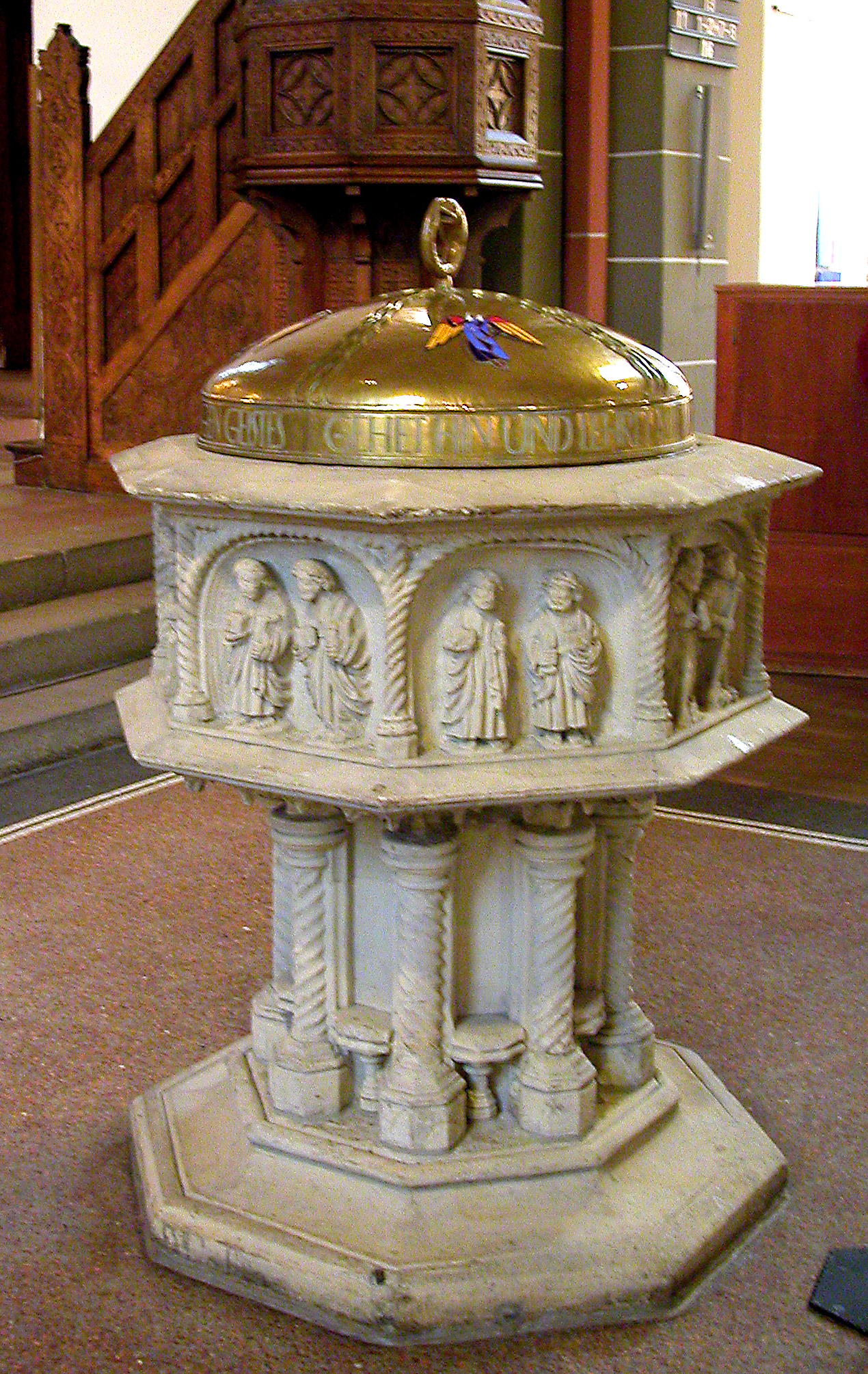
Taufstein und Kanzel

- Die beiden steinernen Leuchterengel auf polygonalen Stützen sind vom Ende des 15. Jahrhunderts.
- Das Sakramentshaus mit einem Fialenaufsatz ist eine Arbeit vom Ende des 15. Jahrhunderts. Es ist reich mit Maßwerk und den Skulpturen der Heiligen Petrus und Paulus geschmückt.
- Um 1500 wurde der achteckige Taufstein mit gedrehten Säulchen und unter Arkaden paarweisen Apostelreliefs geschaffen.
- Das Triumphkreuz aus Holz wurde um 1470 geschnitzt.
- Die Empore mit Schnitzwerk am Unterbau ist mit 1607 bezeichnet.
- Die Brüstung mit Ornamentfeldern und Evangelistensymbolen ist mit 1661 bezeichnet, sie wurde 1957 umgebaut, die Fassung wurde nach Befund erneuert.
- Das große Gemälde mit der Grablegung Christi wurde im 19. Jahrhundert nach einem Gemälde von Caravaggio kopiert.
- Die Glocke von 1472 wurde Johannes von Dortmund zugeschrieben.
- Die Glocke von 1601 wurde von Dirk Sluter gegossen.
- 1923 erhielt die Kirche ein neues Gussstahlgeläut der Gießerei Lauchhammer, gestimmt auf ais°-cis′-e′-g′.[5] Das Geläut wurde 1975 ausgebaut und durch ein fünfstimmiges Bronzegeläut der Glockengießerei Rincker in Sinn (Hessen) mit der Tonfolge e′-g′-a′-h′-d″ ersetzt. Die große Glocke (e′) erklingt nur an den hohen Feiertagen.